# Sam Woodyard
Sam Woodyard est un batteur américain de jazz né le 7 janvier 1925 à Elizabeth (New Jersey), mort le 20 septembre 1988 à Paris.
Sam Woodyard est né à Elizabeth dans le New Jersey aux États-Unis. Il est un autodidacte qui a commencé à jouer dans les clubs locaux de Newark dans les années 1940. Il est engagé avec Paul Gayten dans un groupe de R&B, puis joue au début des années 1950 avec Joe Holiday, Roy Eldridge et Milt Buckner. En 1955, il rejoint l'orchestre de Duke Ellington où il restera jusqu'en 1966.
Après sa longue période aux côtés de Duke Ellington, il accompagne Ella Fitzgerald puis se dirige vers Los Angeles. Dans les années 1970, il joue de moins en moins à cause de problèmes de santé, il enregistre toutefois avec Buddy Rich et part en tournée avec Claude Bolling. En 1983,  il joue dans le groupe de Teddy Wilson, Buddy Tate et Slam Stewart. Son dernier enregistrement est aux côtés de Steve Lacy pour son album de 1988 The Door. Il meurt un peu moins d'un mois plus tard.
Il enregistre régulièrement avec Marcel Zanini entre 1976 et 1985.